# Imdad Khan
Imdad Khan (* 1848 in Agra; † 1920) war ein indischer Sitar- und Surbaharspieler, Sänger und Komponist.
Imdad Khan war der Sohn des Leiters der Agra Gharana, einer Stilrichtung und Schule der klassischen nordindischen Musik, Sahabdad Khan. Dieser überführte die Gharana nach Etawah, einem Dorf nahe Agra, um dort seinen Sohn einer zwölfjährigen intensiven Musikausbildung (Chilla katna) in völliger Isolation zu unterziehen. Später erhielt Imdad Khan auch Unterricht von Bande Ali Khan. Er wurde einer der einflussreichsten Musiker Indiens im 19. Jahrhundert und Doyen der Etawah Gharana (bzw. Imdadkhani Gharana). Im Gegensatz zur im 19. Jahrhundert vorherrschenden Senia-Tradition, deren Schwerpunkt auf dem Dhrupad lag, pflegte er den moderneren Khyal-Stil. Er lebte später in Delhi und ist der erste indische Musiker, von dem Aufnahmen auf Schellackplatten von His Master’s Voice erhalten sind. Seine Kompositionen werden bis in die Gegenwart aufgeführt.
Khan gehörte der vierten Generation einer sieben Generationen umfassenden Musikerfamilie an. Wie er wurden auch seine Söhne Enayat Khan und Wahid Khan, seine Enkel Vilayat Khan und Imrat Khan sowie seine Urenkel Shahid Parvez, Shujaat Khan, Nishat Khan, Irshad Khan, Wajahat Khan, Shafaatullah Khan und Hidayat Khan als Musiker bekannt.